# Oihan Sancet
Oihan Sancet Tirapu (* 25. April 2000 in Pamplona) ist ein spanischer Fußballspieler, der meist im Mittelfeld eingesetzt wird. Aktuell steht er bei Athletic Bilbao unter Vertrag.

## Karriere

### Verein
Sancet wechselte 2015 als Jugendspieler des CA Osasuna zu Athletic Bilbao, wo er bis 2018 noch in der Jugendabteilung zum Einsatz kam. Zur Saison 2018/19 rückte er in den Kader von Athletic Bilbao B, der drittklassigen Reserve der Basken. Sein Debüt in der Segunda División B gab er im August 2018, als er am ersten Spieltag jener Saison gegen den CD Tudelano in der Startelf stand und in der 82. Minute durch Antonio Salado ersetzt wurde. Beim 2:0-Sieg gegen Tudela erzielte er auch sein erstes Tor im Herrenbereich. Bis Saisonende kam er zu zehn Einsätzen in der dritthöchsten Spielklasse.
Nach einer Saison bei Bilbao B rückte er zur Saison 2019/20 in den Kader der Profis. Sein Debüt in der Primera División gab er im August 2019, als er am ersten Spieltag jener Saison gegen den FC Barcelona in der 66. Minute für Óscar de Marcos ins Spiel gebracht wurde. Im November 2019 stand er gegen den CA Osasuna erstmals in der Startelf. Die gesamte Spielzeit 2019/20 spielte er 17 Mal in der ersten Liga und schoss ein Tor. In der Saison 2020/21 kam er zu 24 Einsätzen und schoss zwei Tore. Mit seiner Mannschaft gewann er in jener Saison die Supercopa de España, aufgrund des Titelgewinns der Copa del Rey im letzten Jahr. Die Saison 2021/22 beendete er mit sechs Toren in 27 Ligaspielen, worunter er einen Hattrick erzielen konnte.

### Nationalmannschaft
Sancet bestritt im Juni 2018 vier Länderspiele mit der spanischen U18-Nationalmannschaft. Im Oktober 2019 bestritt er ein Spiel mit der U21-Auswahl, wurde dort jedoch danach bis Sommer 2021 zunächst nicht mehr berücksichtigt, als er für die Endrunde der U21-Europameisterschaft 2021 erneut in den Kader berufen wurde. Bei der Halbfinalniederlage gegen Portugal kam er dort zu einem Kurzeinsatz. Im Sommer 2023 nahm Sancet mit der Mannschaft erneut an der Europameisterschaft teil und wurde dort nach einer Finalniederlage gegen England Vize-Europameister, wobei er selbst in allen sechs Spielen zum Einsatz kam. 
Am 12. Oktober 2023 debütierte er in der spanischen A-Nationalmannschaft. Beim 2:0-Sieg über Schottland im Rahmen der Qualifikation für die EM 2024 wurde er in der 67. Minute eingewechselt und erzielte mit seinem ersten Länderspieltor in der 84. Minute den 2:0-Endstand. In den folgenden drei Qualifikationsspielen wurde er noch zweimal eingewechselt und qualifizierte sich mit der Mannschaft für die EM-Endrunde 2024.

## Erfolge
Athletic Bilbao
- Spanischer Pokalsieger: 2024
- Spanischer Vize-Pokalsieger: 2020, 2021
- Supercopa de España: 2021

Auszeichnungen
- Spieler des Monats der Primera División: Februar 2025